# NGC 6541
NGC 6541（Caldwell 78）は、みなみのかんむり座にある球状星団である。